# Cervesina
Cervesina är en ort och kommun i provinsen Pavia i regionen Lombardiet i Italien. Kommunen hade 1 218 invånare (2018).